# جورج کورزون
جورج کورزون (انگلیسی: George Curzon؛ ۱۸ اکتبر ۱۸۹۸ – ۱۰ مهٔ ۱۹۷۶) یک هنرپیشه اهل بریتانیا بود. وی بین سال‌های ۱۹۳۰ تا ۱۹۶۴ میلادی فعالیت می‌کرد.
از فیلم‌ها یا برنامه‌های تلویزیونی که وی در آن نقش داشته است می‌توان به معمای اسکاتلندیارد اشاره کرد.

## فیلم‌شناسی
- فرار (۱۹۳۰)
- The Impassive Footman (۱۹۳۲)
- Murder at Covent Garden (۱۹۳۲)
- Her First Affaire (۱۹۳۲)
- After the Ball (۱۹۳۲)
- Strange Evidence (۱۹۳۳)
- دردسر (۱۹۳۳)
- معمای اسکاتلندیارد (۱۹۳۴)
- Java Head (۱۹۳۴)
- مردی که زیاد می‌دانست (۱۹۳۴)
- Lorna Doone (۱۹۳۴)
- Two Hearts in Harmony (۱۹۳۵)
- Sexton Blake and the Bearded Doctor (۱۹۳۵)
- Widow's Might (۱۹۳۵)
- Admirals All (۱۹۳۵)
- Sexton Blake and the Mademoiselle (۱۹۳۵)
- Mozart (۱۹۳۶)
- فرشته سپید (۱۹۳۶)
- جوان و بی‌گناه (۱۹۳۷)
- A Royal Divorce (۱۹۳۸)
- Sexton Blake and the Hooded Terror (۱۹۳۸)
- Strange Boarders (۱۹۳۸)
- Q Planes (۱۹۳۹)
- The Mind of Mr. Reeder (۱۹۳۹)
- مسافرخانه جامائیکا (۱۹۳۹)
- جسی (۱۹۴۷)
- Uncle Silas (۱۹۴۷)
- The First Gentleman (۱۹۴۸)
- That Dangerous Age (۱۹۴۹)
- For Them That Trespass (۱۹۴۹)
- Sing Along with Me (۱۹۵۲)
- دریای بی‌رحم (۱۹۵۳)
- Harry Black (۱۹۵۸)
- Woman of Straw (۱۹۶۴)